# Кикън
Кикнос (гръцки Κύκνος) в древногръцката митология е името на няколко персонажа повечето от които са превърнати в лебеди:
- син на Арес от Пирена. (Аполодор II, 5, 11)
- син на Арес от Пелопия (Аполодор, II, 7,7). По всяка вероятност този Кикън е различен от първия. Павзаний казва, че Херкулес го убил на брега на река Пеней в Тесалия. (I, 27, 6).
- Лигурийски цар, син на Стенел и приятел и любовник на Фаетон. Превърнат след неговата смърт в река Еридан в белоснежен лебед и поставен на небето като едноименното съзвездие.
- син на Аполон. Бил много красив младеж, но и много жесток.
- син на Посейдон. По време на Троянската война Ахил победил Посейдоновия син Кикън и разгневеният бог на морето помолил Аполон да убие първия ахейски герой. Тогава Аполон насочил ръката на Парис (или самият Аполон, предрешен като Парис) и той наранил смъртоносно със стрелата си петата на Ахил – единственото уязвимо му място.
- Един от женихите на Пенелопа (Аполодор, Е, VII, 27)